# Euagrus lynceus
Euagrus lynceus är en spindelart som beskrevs av Brignoli 1974. Euagrus lynceus ingår i släktet Euagrus och familjen Dipluridae. Inga underarter finns listade i Catalogue of Life.